# اقتصاد لوكسمبورغ
اقتصاد لوكسمبورغ يعتمد إلى حد كبير على البنوك، والصلب، والقطاعات الصناعية. لوكسمبورغ تتمتع بثاني أعلى نصيب للفرد من الناتج المحلي الإجمالي في العالم (CIA 2007 بتوقيت شرق الولايات المتحدة)، بعد قطر. وينظر للوكسمبورغ كأمة صناعية متنوعة.
حلّت لوكسمورغ في المرتبة 21 في مؤشر الابتكار العالمي عام 2023، متراجعة من المركز 18 عام 2020، ثم تقدّمت للمرتبة 20 في مؤشر 2024.